# HSC Csíkszereda
HSC Csíkszereda – rumuński klub hokejowy z siedzibą w mieście Miercurea-Ciuc.
Klub założyli Seklerzy, grupa etniczna zamieszkująca wschodnią część Siedmiogrodu (nazywaną także Seklem bądź Seklerszczyzną).
W latach 2006–2008 drużyna uczestniczyła w rozgrywkach ligi węgierskiej, zastąpionej przez MOL Liga.

## Dotychczasowe nazwy
Do 2010 roku klub działał pod nazwą SC Miercurea-Ciuc (Sport Club Miercurea-Ciuc).
- SC Miercurea Ciuc (1929–1945)
- Avîntul IPEIL Miercurea Ciuc (1945–1957)
- Recolta Miercurea Ciuc (1957–1960)
- Voința Miercurea Ciuc (1960–1973)
- SC Miercurea Ciuc (1973−2010)
- HSC Csíkszereda (2010–)

## Sukcesy
- Złoty medal mistrzostw Rumunii (15 razy): 1949, 1952, 1957, 1960, 1963, 1997, 2000, 2004, 2007, 2008, 2009, 2010, 2011, 2012, 2013, 2022
- Srebrny medal mistrzostw Rumunii: 2014, 2016, 2021
- Puchar Rumunii (8 razy) : 1950, 1952, 1995, 2001, 2003, 2006, 2007, 2010
- Złoty medal Panońskiej Ligi: 2004
- Udział w Pucharze Kontynentalnym: 2007 (II runda), 2008 (I runda), 2009 (I runda), 2010 (III runda), 2011 (II runda), 2012 (III runda)
- Złoty medal MOL Liga / Erste Liga: 2011, 2020[1], 2021, 2022
- Srebrny medal MOL Liga / Erste Liga: 2013, 2019